# Hierochloe quebrada
Hierochloe quebrada là một loài thực vật có hoa trong họ Hòa thảo. Loài này được Connor & Renvoize mô tả khoa học đầu tiên năm 2009.